# 前奏曲Op.28, No. 9 (蕭邦)

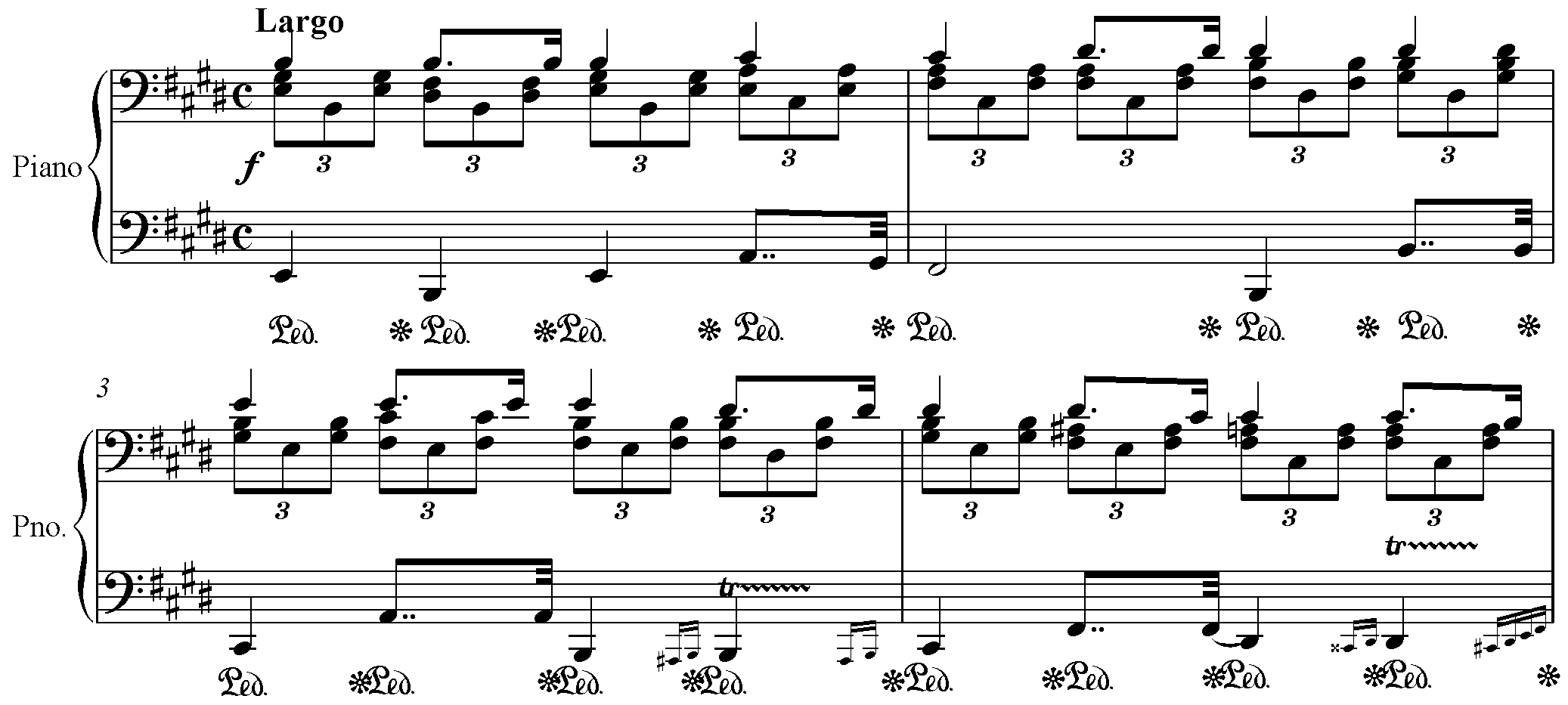
前奏曲Op. 28, No. 9

前奏曲Op. 28, No. 9為蕭邦24首前奏曲中的樂曲，為E大調，緩板，4/4拍，只有12小節，為作品中最短的前奏曲。
此曲右手彈著持續的三連音和聲以及大多為級進的高音部，左手部分為對應高聲部的低沉樂句，間中出現的顫音使氛圍更具張力。兩者結合而成渾厚、鐘聲般的樂音。
阿爾弗雷德·科爾托將其稱為“預示的聲音”（Voix prophétiques），汉斯·冯·彪罗將其稱為“憧憬”（Vision）。

## 相關樂曲
- 李斯特 - 管風琴獨奏改編

## 外部連結
- 前奏曲, Op. 28：国际乐谱典藏计划上的乐谱
- 来自乌托邦计划（英语：Mutopia Project）的多种格式乐谱 （页面存档备份，存于）